# Homadaula albizziae
Homadaula albizziae is een vlinder uit de familie van de Galacticidae. De wetenschappelijke naam van de soort is voor het eerst geldig gepubliceerd in 1943 door Clarke.